# 集庆路
集庆路，元朝的路。

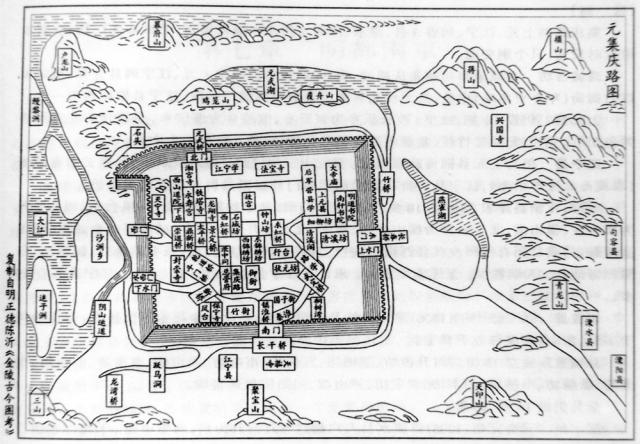
元朝集庆路城地图

天历二年（1329年）以文宗潜邸，改建康路置，治所在上元县和江宁县（今江苏省南京市）。辖境相当今江苏南京、江寧、句容、溧水、溧阳、高淳等市县（区）地。至正十六年（1356年）为朱元璋所攻克，为应天府。